# Yizhaq Ohanon
Yizhaq Ohanon (in ebraico יצחק אוחנון‎?; Bat Yam, 15 febbraio 1980) è un ex cestista israeliano.